# Mauro Graiani
Mauro Graiani (...) è uno sceneggiatore e regista italiano.

## Biografia
Diplomato in sceneggiatura e regia all'Istituto Europeo di Cinema e Teatro, ha creato il soggetto della serie Gente di mare, che sull'onda del grande successo italiano è stata trasmessa anche in Francia con il titolo di Police Maritime. Suo anche il soggetto della serie Ho sposato uno sbirro, la serie televisiva Che Dio ci aiuti, la miniserie K2 la montagna degli italiani, con la regia di Robert Dornhelm, e molti degli episodi della quinta e sesta serie di Don Matteo.
Ha lavorato molto anche nel campo della pubblicità. Per il cinema ha scritto Poli opposti di Max Croci, con Luca Argentero; Mio papà di Giulio Base; La strada di Paolo di Salvatore Nocita, con Philippe Leroy; Copperman di Eros Puglielli; Tutta un'altra vita di Alessandro Pondi. Per il mercato internazionale ha sceneggiato The Elevator, l'opera prima di Massimo Coglitore, con Caroline Goodall, James Park e Burt Young.
Con gli sceneggiatori Alessandro Pondi, Paolo Logli e Riccardo Irrera ha fondato la 9MQ, una factory di scrittura dove si sviluppano progetti televisivi, cinematografici, teatrali e letterari. A tal proposito è in preparazione 9mq di cui è sceneggiatore e regista assieme ai due colleghi con cui ha fondato l'omonima factory.

## Vita privata
Nel maggio 2019 sposa l'attrice Milena Miconi, sua compagna da diciotto anni. Dalla loro unione sono nate due figlie. Si professa cattolico.

## Filmografia

### Sceneggiatore

#### Cinema
- Fede cieca, regia di Stefano Coletta – cortometraggio (2001)
- La strada di Paolo, regia di Salvatore Nocita (2011)
- Mio papà, regia di Giulio Base (2014)
- The Elevator (The Elevator: Three Minutes Can Change Your Life), regia di Massimo Coglitore (2015)
- Poli opposti, regia di Max Croci (2015)
- Copperman, regia di Eros Puglielli (2019)
- Tutta un'altra vita, regia di Alessandro Pondi (2019)
- Divorzio a Las Vegas, regia di Umberto Carteni (2020)
- School of Mafia, regia Alessandro Pondi (2021)
- Hotspot - Amore senza rete, regia di Giulio Manfredonia (2023)
- Leopardi & Co, regia F. Biondi (2024)
- Genoa comunque e ovunque, regia di G. Raganato (2024)
- 30 anni (di meno), regia di M. Graiani (2024)

#### Televisione
- Il commissario Manara – serie TV, 7 episodi (2009)
- Ho sposato uno sbirro – serie TV, 34 episodi (2008-2010)
- Un passo dal cielo – serie TV, episodi 1x6-1x10 (2011)
- Don Matteo – serie TV, 23 episodi (2006-2011)
- Il restauratore – serie TV, episodi 1x3-1x4 (2012)
- K2 - La montagna degli italiani, regia di Robert Dornhelm – film TV (2012)
- Che Dio ci aiuti – serie TV, 32 episodi (2011-2013)